# Катастрофа Ми-2 под Олёкминском
В четверг 29 мая 1969 года в окрестностях Олёкминска в Якутии потерпел катастрофу Ми-2 компании Аэрофлот, в результате чего погибли 25 человек. Первая и крупнейшая известная катастрофа Ми-2.

## Катастрофа
Вертолёт Ми-2 с бортовым номером СССР-20063 (заводской 510744088, построен в 1969 году) выполнял транспортные рейсы по эвакуации жителей острова Кыллах из-за ледовых заторов на реке Лена. Пилотировал его экипаж, состоящий из командира (КВС) Б. Т. Ипполитова и штурмана А. Я. Нечаева. Первый рейс был выполнен успешно. Однако во втором на борт сели 26 пассажиров: 7 взрослых, 8 школьников и 11 дошкольников. При этом взлётный вес оказался превышен на 475 килограммов. Затем пилот завис на небольшой высоте над землёй и начал разгоняться в сторону реки. Но когда Ми-2 вышел на край обрыва, «воздушная подушка» под ним пропала, что также резко снизило подъёмную силу. Снизившись над рекой, вертолёт ударился рулевым винтом о берег. Потеряв управление, машина закружилась влево, упала на лёд и перевернулась, а через 10—15 минут затонула. В происшествии выжили оба члена экипажа и одна взрослая пассажирка. Все остальные 25 пассажиров (6 взрослых и 19 детей) погибли. Пилот вертолёта до суда не дожил, умер при невыясненных обстоятельствах во время следствия. Штурман признал вину и был приговорен республиканским судом Якутской АССР к высшей мере наказания, позднее приговор был обжалован в верховном суде РСФСР и заменён на восемь лет лишения свободы.

## Причина
Виновником катастрофы был назван экипаж, который нарушил требования документов и инструкций по технике пилотирования.